# Sembung Anyar
Sembung Anyar is een bestuurslaag in het regentschap Gresik van de provincie Oost-Java, Indonesië. Sembung Anyar telt 1575 inwoners (volkstelling 2010).